# Marc Pelchat

Bischofswappen von Marc Pelchat

Marc Pelchat (* 3. Mai 1950 in Saint-Samuel-du-Lac-Drolet, Kanada) ist ein kanadischer Geistlicher und emeritierter römisch-katholischer Weihbischof in Québec.

## Leben
Marc Pelchat studierte am Priesterseminar von Québec und empfing am 19. Juni 1976 das Sakrament der Priesterweihe für das Erzbistum Québec. 1986 wurde er an der Päpstlichen Universität Gregoriana zum Doctor theologiae promoviert. 1987 wurde Pelchat Dozent an der Theologischen Fakultät der Universität Laval, nachdem er zuvor als Gemeindepfarrer gewirkt hatte. Von 1997 bis 2012 war er Dekan der Universität Laval. Im Juni 2015 folgte die Berufung zum Generalvikar des Erzbistums Québec, dieses Amt behielt er auch nach seiner Bischofsernennung.
Am 25. Oktober 2016 ernannte ihn Papst Franziskus zum Titularbischof von Lambaesis und zum Weihbischof in Québec. Der Erzbischof von Québec, Gérald Cyprien Kardinal Lacroix ISPX, spendete ihm und dem gleichzeitig ernannten Louis Corriveau am 8. Dezember desselben Jahres die Bischofsweihe. Mitkonsekratoren waren der Bischof von Gaspé, Gaétan Proulx OSM, und der emeritierte Bischof von Sainte-Anne-de-la-Pocatière, Clément Fecteau.
Am 11. Juni 2025 nahm Papst Leo XIV. Pelchats altersbedingtes Rücktrittsgesuch an.